# Phyllogonium viride
Phyllogonium viride är en bladmossart som beskrevs av Bridel 1827. Phyllogonium viride ingår i släktet Phyllogonium och familjen Phyllogoniaceae. Inga underarter finns listade i Catalogue of Life.